# Mansa Konko
Mansa Konko (Schreibvariante: Mansakonko) ist eine Ortschaft im westafrikanischen Staat Gambia und ist die Hauptstadt der Verwaltungseinheit Lower River Region. Gleichzeitig ist es der Name der Erhebung, an dem der Ort liegt.
Nach einer Berechnung für das Jahr 2013 leben dort etwa 314 Einwohner, das Ergebnis der letzten veröffentlichten Volkszählung von 1993 betrug 240.

## Geographie
Mansa Konko liegt in der Lower River Region im Distrikt Jarra West und liegt ungefähr drei Kilometer nördlich von Soma entfernt. Der Ort liegt am Fuße eines Hügels bei Koordinate: 13° 28′ N, 15° 32′ W. Die 38 Meter hohe Erhebung „Mansa Konko“ aus der Mandinka-Sprache wird mit „Königshügel“ oder „Regierungshügel“ übersetzt.

## Geschichte
Als ehemaliger Sitz eines Herrscherhauses wurde Mansa Konko zur britischen Kolonialzeit eine Verwaltungsstelle. Aus dieser Zeit findet man noch einige ältere Gebäude.